# Helena J. Nussenzveig Lopes
Helena Judith Nussenzveig Lopes é uma matemática brasileira, conhecida por seu trabalho em equações de Euler para fluxo incompressível na dinâmica de fluidos. Ela é professora titular do Departamento de Métodos Matemáticos no Instituto de Matemática da Universidade Federal do Rio de Janeiro.

## Educação e carreira
Nussenzveig Lopes nasceu no Brasil,  filha do físico Herch Moysés Nussenzveig. Ela recebeu seu Ph. D. pela Universidade da Califórnia, Berkeley, em 1991. Sua dissertação, An Estimate of the Hausdorff Dimension of a Concentration Set for the 2D Incompressible Euler Equations, foi supervisionada em conjunto com Ronald DiPerna e Lawrence C. Evans.
De 1992 a 2012, ela integrou o corpo docente da Universidade Estadual de Campinas. Ela se mudou para a Universidade Federal do Rio de Janeiro como professora titular em 2012, e chefiou o departamento de matemática daquela instituição de 2014 a 2016. Ela também presidiu o Grupo de Atividade na Análise de Equações Diferenciais Parciais da Sociedade para Matemática Industrial e Aplicada entre 2015-2016.

## Reconhecimento
Em 2010, foi condecorada com a Ordem Nacional do Mérito Científico. Em 2016, ela tornou-se uma SIAM Fellow "por avanços na análise de soluções fracas de equações incompressíveis de Euler e pelo avanço da matemática aplicada no Brasil e internacionalmente". Foi eleita em 2019 para a Academia Brasileira de Ciências.

## Páginas externas
- Home page
- Publicações indexadas no Google Acadêmico